# José María Plá
José María Plá Machado (* 15. Oktober 1794 in Maldonado; † 23. April 1869 in Montevideo) war ein uruguayischer Politiker.

## Leben
Plá, der der Partido Colorado angehörte, saß in der vierten und fünften Legislaturperiode vom 28. Oktober 1841 bis zum 14. Februar 1846 als Abgeordneter für das Departamento Maldonado in der Cámara de Representantes. 
Später vertrat er dann das Departamento zeitweise als Senator während dreier Legislaturperioden (in der 6.LP: 5. März 1854–15. Juli 1854 // in der 7.LP: 12. Februar 1855–13. Februar 1857 // 10.LP: 14. Februar 1868–22. April 1869) und hatte dabei im Jahre 1856 das Amt des Senatspräsidenten inne. 
In dieser Funktion löste er am 15. Februar 1856 Manuel Basilio Bustamante in der Staatsführung ab und blieb bis zum 1. März 1856 Interims-Präsident von Uruguay.
Am 23. April 1869 verstarb er schließlich noch während seiner letzten Mandatsphase als Senator im Amt.